# 게이세이오쿠보역
게이세이오쿠보역(일본어: 京成大久保駅)은 일본 지바현 나라시노시에 있는 게이세이 본선의 역으로, 역번호는 KS27이다.

## 역 구조
상대식 승강장 2면 2선의 지상역. (야치요다이 역 관리.)
쓰다누마 방향 쪽으로 개찰구가 있지만 승강장 사이의 연결통로는 없다. 상행 승강장의 개찰은 매표소 뒤편에 있는, 미모미 방향 쪽의 6:10 ~ 9:00만 공용 입장 가능한 전용 개찰구와 병설하고 있다.

### 승강장
| 1 | 게이세이 본선 | 닛포리・게이세이우에노・오시아게・ 도영 아사쿠사 선・ 게이큐 선 방면 |
| 2 | 게이세이 본선 | 야치요다이・게이세이사쿠라・나리타 공항 방면                         |

- 위 표의 노선명은 나리타 공항선 개업 후 여객안내의 명칭에 근거한다.

## 이용 현황
| 승차 인원 추이 | 승차 인원 추이     | 승차 인원 추이     |
| 연도           | 1일 평균 하차 인원 | 1일 평균 승차 인원 |
| -------------- | ------------------ | ------------------ |
| 1975년         |                    | 15,665             |
| 1980년         |                    | 14,612             |
| 1985년         |                    | 12,338             |
| 1990년         |                    | 13,506             |
| 1998년         |                    | 13,770             |
| 1999년         |                    | 13,822             |
| 2000년         |                    | 13,948             |
| 2001년         |                    | 14,174             |
| 2002년         |                    | 14,209             |
| 2003년         | 28,617             | 14,371             |
| 2004년         | 28,552             | 14,239             |
| 2005년         | 28,543             | 14,219             |
| 2006년         | 28,862             | 14,385             |
| 2007년         | 29,798             | 14,889             |
| 2008년         | 30,795             | 15,404             |
| 2009년         | 30,755             | 15,392             |
| 2010년         | 31,077             | 15,572             |
| 2011년         | 31,200             | 15,645             |
| 2012년         | 31,888             |                    |
| 2013년         | 32,503             |                    |

## 역 주변
승강장 입구 앞 거리의 역부터 니혼 대학이나 도호 대학까지의 구간은 대학가를 형성하였고 학생들이 많이 이용하는 음식점들도 많다. 또한, 좌우 양쪽으로 상업 점포도 많다.
- 니혼 대학 생산공학부 쓰다누마 교사
- 도호 대학 약학부・이공학부
- 오쿠보 상점가
- 도호 대학 부속 도호 중학교・고등학교
- 지바 현 제생회 나라시노 병원 (구, 국립 나라시노 병원)
- 나라시노 시립 오쿠보 도서관
- 나라시노 시민 회관
- 나라시노 시 중앙 공원
- 나라시노 시 근로 회관
- 나라시노 오쿠보 우체국
- 나라시노 오쿠보히가시 우체국
- 나라시노 경찰서 게이세이오쿠보 역 파출소

## 역사
- 1926년 12월 9일: 오쿠보역으로 영업 개시.
- 1931년 11월 18일: 게이세이오쿠보역으로 역명 변경.

## 인접역
| 게이세이 전철 본선                        | 게이세이 전철 본선 | 게이세이 전철 본선           |
| ----------------------------------------- | ------------------ | ---------------------------- |
| KS26 게이세이쓰다누마 게이세이우에노 방면 | ■ 쾌속 ・ ■ 보통   | 미모미 KS28 나리타 공항 방면 |